# Tijuca
A Tijuca a madarak osztályának verébalakúak (Passeriformes) rendjébe és a kotingafélék (Cotingidae) családjába tartozó nem. Egyes szervezetek a Lipaugus nembe sorolják ezt a két fajt is.

## Rendszerezés
A nembe az alábbi 2 faj tartozik:
- aranytükrös kotinga (Tijuca atra[1] vagy Lipaugus ater)[2]
- szürkeszárnyú kotinga (Tijuca condita[1] vagy Lipaugus conditus)[2]